# 錫博德鎮區 (北卡羅萊納州北安普頓縣)
錫博德鎮區（英語：Seaboard Township）是位於美國北卡羅萊納州北安普頓縣的一個鎮區。

## 地方資料
錫博德鎮區的面積為127.42平方千米，皆為陸地。根據2020年美國人口普查的數據，當地共有人口1124人，而人口密度為每平方千米8.82人。